# Anne a Zöldormú Házból
Az Anne a Zöldormú Házból vagy Anne Zöld Oromból (eredeti cím: Anne of Green Gables: The Animated Series) 2001-től 2002-ig futott kanadai televíziós rajzfilmsorozat, amelyet a Sullivan Entertainment készített. Kanadában 2001 és 2002 között a YTV vetítette. Magyarországon 2005-től 2007-ig a Minimax sugározta ismeretlen (talán a Nagyváradon található Zone Studióban készült), magyar szinkronnal, 2012-től a Story4 adta új szinkronnal.

## Cselekmény
Anne szárnyaló fantáziájának köszönhetően kalandok egész sorát éli meg, melyek a hűség, konfliktusok kezelése, problémák megoldása és barátság fontos leckéiről szólnak.
Az Anna c. rajzfilmsorozat célja, hogy támogassa a gyerekek egyéniségfejlődését, erősítse innovatív gondolkodásukat és segítse őket megbirkózni a napi kihívásokkal.
Anne Shirley árvaházban él egészen addig, amíg egy ötven körüli testvérpár, Marilla és Matthew Cuthbert örökbe nem fogadja. A testvérek ugyan fiút akartak, aki majd segít Matthew-nak a földeken, de egy félreértés miatt lányt kapnak. Így kerül Anne Avonlea-be, ahol barátokat is szerez, Gilbert Blythe-ot és Diana Barry-t.

## Szereplők
| Szereplő         | Eredeti hang               | Magyar hang               | Magyar hang               | Leírás |
| Szereplő         | Eredeti hang               | 1. magyar szinkron (2005) | 2. magyar szinkron (2011) | Leírás |
| ---------------- | -------------------------- | ------------------------- | ------------------------- | ------ |
| Anne Shirley     | Bryn McAuley               | ?                         | Talmács Márta             | ?      |
| Marilla Cuthbert | Patricia Gage              | ?                         | Dallos Szilvia            | ?      |
| Matthew Cuthbert | Wayne Robson               | Seres Lajos               | Cs. Németh Lajos          | ?      |
| Diana Barry      | Emily Hampshire            | ?                         | Laudon Andrea             | ?      |
| Gilbert Blythe   | Ali Mukaddam               | ?                         | Berkes Bence              | ?      |
| Felicity King    | Dalene Irvine              | ?                         | ?                         | ?      |
| Felix King       | Kyle Fairlie               | ?                         | Bogdán Gergő              | ?      |
| Hetty King       | Linda Sorensen             | ?                         | Kassai Ilona              | ?      |
| Peg Bowen        | Anne Anglin                | ?                         | ?                         | ?      |
| Dryad            | Tracey Moore               | ?                         | Szokol Péter              | ?      |
| Rahchel Lynde    | Patricia Hamilton          | ?                         | Bókai Mária               | ?      |
| Fűzfák           | Keith Dinicol Keith Knight | ?                         | ?                         | ?      |

A főcímdalt a 2. magyar változatban Vágó Bernadett énekli.
- További magyar hangok (2. magyar szinkronban): Baráth István, Kassai Károly, Kocsis Judit, Végh Ferenc

## Epizódok
| #   | Magyar cím (Minimax)             | Magyar cím (Story4)    | Eredeti cím                   | Eredeti vetítés      |
| --- | -------------------------------- | ---------------------- | ----------------------------- | -------------------- |
| 1.  | Répák                            | Hajkérdés              | Carrots!                      | 2001. szeptember 2.  |
| 2.  | Babysitter-t keresünk            | A gyermekfelügyelet    | Babysitter Blues              | 2001. szeptember 9.  |
| 3.  | A kóbor kutya                    | Elcsatangolva          | The Stray                     | 2001. szeptember 16. |
| 4.  | A legjobb partner                | A legjobb társ         | The Best Partner              | 2001. szeptember 23. |
| 5.  | A szabályok kérdése              | A szabály az szabály   | A Question of Rules           | 2001. szeptember 30. |
| 6.  | Karamella                        | Édes érem              | Taffy!                        | 2001. október 7.     |
| 7.  | Egy igaz barát                   | Az igazi barát         | One True Friend               | 2001. október 14.    |
| 8.  | Kincskeresés                     | A kincskeresők         | Lost and Found                | 2001. október 21.    |
| 9.  | Üres fecsegés                    | A pletyka              | Idle Chatter                  | 2001. október 28.    |
| 10. | A zsarnok                        | A kutatóverseny        | A Bully by The Horns          | 2001. november 4.    |
| 11. | A megígért jégkrém               | Az ígéret szép szó     | The Ice Cream Promise         | 2001. november 11.   |
| 12. | Buggyos ujjú ruha                | Külcsín és belbecs     | Sleeves                       | 2001. november 18.   |
| 13. | Az Avonlea-i hírmondó            | Az Avonlea-i hírnök    | The Avonlea Herald            | 2001. november 25.   |
| 14. | A házimunka és a holdfogyatkozás | Rend a lelke mindennek | Chores Eclipsed               | 2001. december 2.    |
| 15. | Az úszólecke                     | Félix nagy ugrása      | The Swim of Things            | 2001. december 9.    |
| 16. | Pillangók                        | Téli móka              | Butterflies!                  | 2001. december 16.   |
| 17. | Képzeld magad a helyébe          | A nagy meglepetés      | A Walk in His Shoes           | 2002. január 20.     |
| 18. | Avonlea boszorkája               | Avonlea boszorkánya    | The Witch of Avonlea          | 2002. január 27.     |
| 19. | Peg, a különc                    | A különc               | A Square Peg                  | 2002. február 3.     |
| 20. | Üveggolyók                       | Üveggolyók             | Marbles!                      | 2002. február 10.    |
| 21. | Ó, testvér!                      | Testvérharc            | Oh Brother!                   | 2002. február 17.    |
| 22. | A babona                         | Babona                 | A Condition of Superstition   | 2002. február 24.    |
| 23. | A várva várt hős                 | Hősnek lenni           | A Welcome Hero                | 2002. március 3.     |
| 24. | A világ legjobb egérfogója       | Egérfogó               | A Better Mousetrap            | 2002. március 10.    |
| 25. | Egy fecske nem csinál nyarat     | A klub                 | No Anne Is an Island          | 2002. március 17.    |
| 26. | Anne tovatűnő zsebpénze          | A zsebpénz             | Anne's Disappearing Allowance | 2002. március 24.    |